# Спалах метапневмовірусної хвороби в Північно-Східній Азії (з 2024)
Спалах метапневмовірусної хвороби розпочався в грудні 2024 року в КНР. Це підтвердилось після того, як Китайський центр контролю та профілактики захворювань опублікував дані, які показують, що за тиждень з 16 по 22 грудня 2024 року значно зросла кількість хворих метапневмовірусною інфекцією..

## Епідеміологія
Наприкінці 2024 року у 6,2 % випадків респіраторних інфекцій та 5,4 % госпіталізацій із респіраторними захворюваннями в Китаї супроводжувалось підтвердженими позитивними тестами на метапневмовірус, більше ніж COVID-19, риновірусів чи аденовірусів. За даними на 6 січня 2025 року кількість випадків хвороби точно не вказано, випадки хвороби було зареєстровано також у Казахстані, загалом було зареєстровано 30 випадків хвороби, проте їх кількість менша, ніж випадків риновірусу, аденовірусів і коронавірусу. У Гонконзі також були зареєстровані випадки хвороби, але кількість випадків метапневмовірусної хвороби не зросла настільки значно, як у материковому Китаї.
Керівник Національного інституту контролю та профілактики інфекційних захворювань Центру контролю та профілактики захворювань Китаю Кань Бяо повідомив, що в Китаї зростає рівень захворюваності метапневмовірусною хворобою серед дітей віком до 14 років. Представники служби охорони здоров'я Китаю стверджували, що спалах відповідає загальним сезонним тенденціям, а представники Тайваню та Індії відзначили, що дуже молоді, старші особи та особи з ослабленим імунітетом мають найвищий ризик важкого перебігу хвороби.

## Поширення
Були зареєстровані випадки метапневмовірусної хвороби в Малайзії, зі збільшенням на 102 випадки за рік, з 225 випадків у 2023 році до 327 випадків у 2024 році. Випадки метапневмовірусної хвороби також були зареєстровані в Європі, зокрема в Італії та Україні.
У Пакистані Національний інститут охорони здоров'я повідомив, що метапневмовірус реєструється в Пакистані з 2001 року, й за даними Пакистанського інституту медичних досліджень, у 2015 році в країні було зареєстровано 21 випадок хвороби. Уряд Пакистану уважно стежить за ситуацією в Китаї, де вірус швидко поширюється, і для оцінки ситуації та застосування необхідних заходів був розгорнутий Національний командно-оперативний центр.
Індія підтвердила перші випадки метапневмовірусної інфекції 6 січня 2025 року в Бенгалуру в 8-місячного хлопчика та 3-місячноїй дівчинки, після появи в них респіраторних симптомів. Станом на 7 січня в Індії було зареєстровано 7 випадків хвороби. Міністр охорони здоров'я Індії станом на 7 січня зазначив, що поява метапневмовірусу не повинен спричинювати занепокоєння. Вона порадила штатам посилити та переглянути епіднагляд за грипоподібними захворюваннями та гострими респіраторними інфекціями, посилити інформацію, освіту, комунікацію, та обізнаність населення щодо запобігання передачі вірусу за допомогою простих заходів, наприклад частого миття рук з милом і водою. Вона нагадала, що зростання респіраторних захворювань зазвичай спостерігається в зимові місяці. Вона також заявила, що Індія добре підготовлена до будь-якого потенційного сплеску випадків респіраторних захворювань.
6 січня 2025 року випадки метапневмовірусної хвороби виявлені в Киргизстані. 7 січня 2025 року випадки метапневмовірусної інфекції були виявлені в Естонії.
8 січня 2025 року було підтверджено перший випадок метапневмовірусної хвороби у Греції. 9 січня 2025 року було підтверджено перший випадок хвороби в Румунії. 9 січня 2025 року повідомлено про спалах метапневмовірусної хвороби в Росії в Ростовській області.

## Заходи боротьби з поширенням хвороби
Влада КНР посилили заходи з виявлення та ізоляції заражених, а також організували мобільні бригади для тестування населення на метапневмовірус. Запроваджені суворі рекомендації щодо наявності масок у громадських місцях, регулярної дезинфекції поверхонь та зменшення кількості масових заходів. Також країни, які межують з Китаєм, розпочали посилений моніторинг на кордонах, та повідомили про готовність розробляти регіональні плани реагування на спалах хвороби.
14 січня 2025 року повідомлено, що авіакомпанія «China Southern» призупиняє прямі рейси з Москви до Пекіну.